# Duckie Thot
Nyadak Thot (23 de outubro de 1995), conhecida como Duckie Thot,  é uma modelo australiana. Ficou conhecida por participar do programa Australia’s Next Top Model em 2013, onde ficou em terceiro lugar.

## Biografia
Thot foi criada em Melbourne, Austrália, com sua família refugiados do Sudão do Sul. Ela tem sete irmãos e foi a primeira a nascer na Austrália. Em Melbourne, seus colegas de classe e professores na escola não conseguiam pronunciar seu nome de nascimento, Nyadak; isso fez com que Thot fosse apelidada de "Duckie", que ela decidiu usar como nome artístico. É irmã da modelo e youtuber Nikki Thot.

## Carreira
Antes dela, sua irmã, Nikki Thot, começou sua carreira de modelo. Duckie que sempre acompanhava sua irmã nas sessões de fotos, foi apresentada à indústria da moda. Decidiu então fazer um teste para o oitavo ciclo da Next Top Model da Austrália, onde terminou em terceiro lugar. Thot primeiro tentou iniciar uma carreira de modelo em Melbourne, onde teve pouco sucesso. Na esperança de se tornar uma modelo de sucesso na América, ela tomou a decisão de se mudar para o Brooklyn, em Nova York. Em Nova York, ela recebeu várias ofertas para assinar com agências e, optou por assinar com a New York Model Management.
Thot fez sua estreia na passarela no show Yeezy S/S 17, marca do rapper Kanye West. foi apresentada a Pat McGrath no meio do caminho. Isso fez com que Thot aparecesse na série de vídeos da maquiadora, “In the Mirror”, que viralizou nas redes sociais. Ela é embaixadora de Fenty Beauty em 2018 participou ao lado de nomes como Lupita Nyong’o, Sean Combs, Adwoa Aboah ou Naomi Campbell do Calendário Pirelli, inspirado em Alice no País das Maravilhas, fotografado por Tim Walker e com styling de Edward Enninful, atual diretor da Vogue UK. Atualmente conta no CV com vários desfiles e campanhas para Casas como Moschino, Oscar de la Renta, Prabal Gurung, Naeem Khan, Maison Margiela, Balmain entre outros. Ela estreou no desfile de moda 2018 da Victoria's Secret, “O desfile da Victoria’s Secret parece diferente por ser tão difícil de entrar,” Thot conta à Vogue. “Não entrei no primeiro ano em que tentei, e tive de trabalhar duro no último ano para chegar aqui. Tem sido desafiador, mas torna o fato de fazer parte do desfile ainda mais especial e recompensador.”  No mesmo ano foi anunciada como a nova embaixadora L’Oréal Paris. “Estou muito honrada em ser escolhida para ajudar mais garotas a amarem sua pele negra. Na minha cabeça, estou voltando ao tempo em que dizia a mim mesma: ‘sonhe alto, trabalhe duro e confie em você mesma, pois, um dia, você vai dizer sim para a maior empresa de cosméticos do mundo'”, diz a modelo, em comunicado oficial.
Em 2016, Thot fez um desabafo emocionante em seu instagram, após  ser vitima de bullying sobre seus fios naturais pela modelo Winnie Harlow. “Eu me lembro de fotografar esta campanha um pouco antes de vir para os Estados Unidos. A marca ligou para a minha agente e perguntou se eu ficaria confortável em fotografar com o meu cabelo natural. (…) Não vou mentir, eu hesitei muito, já que nunca tive uma boa experiência nesta situação na Austrália. Lembro que, em um dos episódios do Australia’s Next Top Model, eu tinha que estar com o cabelo trançado. Fiquei extremamente chateada e envergonhada pois os profissionais não sabiam trançar o meu cabelo. E isso, na verdade, era o trabalho deles. Eu sentei em frente ao espelho e fiz meu próprio cabelo chorando. Enquanto isso, as outras garotas eram filmadas com os cabeleireiros. Eu fiquei morrendo de medo de ser eliminada porque alguns ‘profissionais’ não sabiam fazer o trabalho deles. E não é legal sofrer bullying por algo que você não pode controlar e ver outra modelo negra, que eu pensei que encorajava a autoaceitação, me zoando pelo cabelo.” Após a postagem Harlow se retratou dizendo que estava brincando com a sua irmã e que o comentário não era para Duckie. “Eu sei como é ser forçada a fazer várias coisas no cabelo que não são nada confortáveis e sei que as pessoas não sabem lidar com o cabelo crespo. Eu peço desculpas, do fundo do meu coração se feri os sentimentos de alguém”, afirmou.
Ela apareceu na capa do álbum It's About Time dos CHIC, lançado em setembro de 2018.  Thot está atualmente na lista "Money Girls" em Models.com.